# 上拉德戈納
上拉德戈納是斯洛文尼亞東北部上拉德戈納市鎮的城鎮及其行政中心。位於穆爾河畔，毗鄰與奧地利接壤的邊境。城镇面積为3方公里，海拔高度206米，2020年人口数量为3,086人。
该镇始建於十二世紀，該地區自新石器時代有人類居住。

## 外部連結

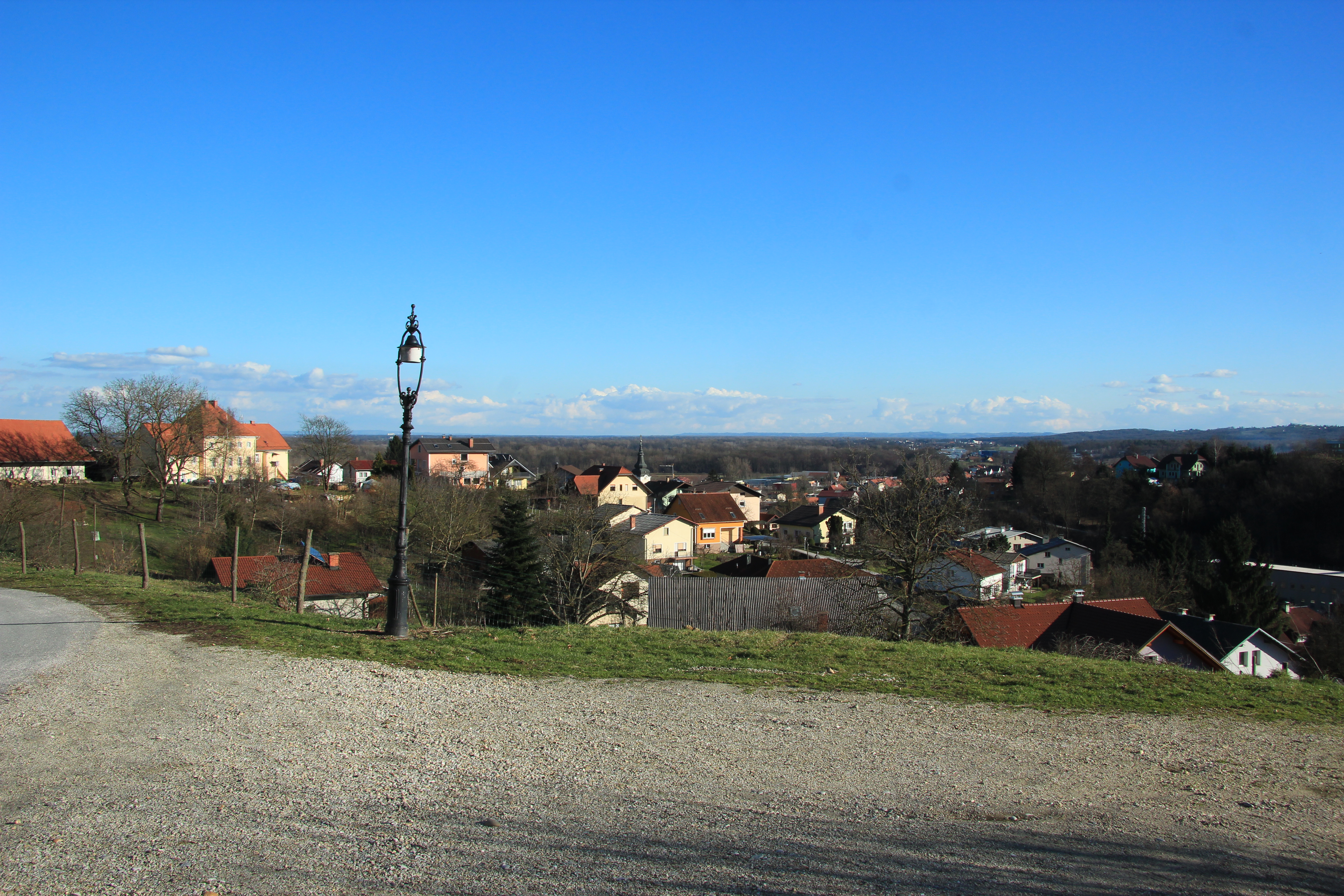
上拉德戈納

- Gornja Radgona Municipality site （页面存档备份，存于）
- Gornja Radgona on Geopedia（页面存档备份，存于）
- Pomurski sejem d.d. - International fair events （页面存档备份，存于）